# Astalrom
Astalrom Călărași (fostă Societatea de Utilaj Greu pentru Construcții și Transporturi - SUGT) este o companie din România care are ca obiect de activitate, printre altele, închirierea de utilaje de mare mecanizare pentru construcții, transporturile rutiere de mărfuri și persoane, exploatarea agregatelor naturale grele de balastieră, lucrări de confecții metalice și de prelucrare prin așchiere, dar și executarea de reparații curente generale și capitale pentru utilajele de construcții, precum și construcțiile.
A fost fondată în anul 1991, prin desprinderea din fosta Întreprindere de Utilaj Greu pentru Construcții Galați.
Și-a schimbat denumirea la data de 30 martie 2007.
Compania este controlată de grupul italian de construcții Astaldi (WEBUILD).